# Simophis rhinostoma
Genre
Espèce
Synonymes
- Heterodon rhinostoma Schlegel, 1837
- Rhinostoma schlegelii Günther, 1858
- Rhinaspis proboscideus Jan, 1863
- Rhinaspis rohdei Boettger, 1885
- Simophis rohdei (Boettger, 1885)

Simophis rhinostoma, unique représentant du genre Simophis, est une espèce de serpents de la famille des Colubridae.

## Répartition
Cette espèce se rencontre :
- au Paraguay ;
- au Brésil dans les États de Bahia, du Minas Gerais, de Goiás, de São Paulo, du Mato Grosso, du Mato Grosso do Sul et du Paraná.

## Publications originales
- Peters, 1860 : Drei neue Schlangen des k. zoologischen Museums aus America und Bemerkungen über die generelle Unterscheidung von anderen bereits bekannten Arten. Monatsberichte der Königlichen Preussischen Akademie der Wissenschaften zu Berlin, vol. 1860, p. 517-521 (texte intégral).
- Schlegel, 1837 : Essai sur la physionomie des serpens, vol. 1 (texte intégral) et vol. 2 (texte intégral).